# Elecciones generales de India de 1999
Las elecciones generales se celebraron en la India entre el 5 de septiembre y el 3 de octubre de 1999, unos meses después de la guerra de Kargil. Por primera vez, un frente único de partidos políticos logró obtener la mayoría y formar un gobierno nacional no-INC que duró un mandato completo de cinco años, poniendo así fin a un período de inestabilidad política a nivel nacional en el país que había sido caracterizado por tres elecciones generales celebradas en los mismos años.
El 17 de abril de 1999, el gobierno de coalición del Partido Bharatiya Janata (BJP) liderado por el primer ministro Atal Bihari Vajpayee no logró ganar un voto de confianza en la Lok Sabha (la cámara baja de la India) por un solo voto debido a la retirada de uno de los miembros de la coalición del gobierno; All India Anna Dravida Munnetra Kazhagam (AIADMK). El líder del AIADMK, J. Jayalalithaa, había amenazado sistemáticamente con retirar el apoyo de la coalición gobernante si no se cumplían ciertas demandas, en particular el despido del gobierno de Tamil Nadu, cuyo control había perdido tres años antes. El BJP acusó a Jayalalithaa de hacer las demandas para evitar ser juzgado por una serie de cargos de corrupción, y no se pudo llegar a ningún acuerdo entre las partes que condujera a la derrota del gobierno..
Sonia Gandhi, como líder de la oposición y el partido de oposición más grande (Congreso Nacional de la India) no pudo formar una coalición de partidos lo suficientemente grande como para asegurar una mayoría de trabajo en el Lok Sabha. Así, poco después de la moción de censura, el presidente K. R. Narayanan disolvió el Parlamento y convocó nuevas elecciones. Atal Bihari Vajpayee siguió siendo primer ministro interino hasta que se celebraron las elecciones ese mismo año.

## Campaña
El gobernante Partido Bharatiya Janata (BJP) se presentó a las elecciones como jefe de la Alianza Nacional Democrática (NDA), una coalición de más de 20 partidos. Varios otros partidos en la elección que no forman parte de la NDA también se comprometieron a apoyar a un gobierno liderado por el BJP en asuntos de confianza. La principal liga de la oposición estaba dirigida por el Congreso Nacional Indio de Sonia Gandhi, el tradicional partido dominante de centro izquierda en India. La coalición de oposición estaba formada por muchos menos partidos y sus alianzas eran en general más débiles que las de la NDA. También estuvo presente un llamado "tercer frente" de partidos de izquierda, socialistas y comunistas, aunque no se trataba de una alianza electoral fuerte sino de una agrupación laxa de partidos que compartían puntos de vista ideológicos similares y tenían cooperación. También hubo casi mil candidatos de partidos no afiliados, candidatos independientes y partidos que no estaban dispuestos a participar en las coaliciones que se presentaron a las elecciones.
La campaña se unió en torno a algunos temas clave. Sonia Gandhi era relativamente nueva en el INC (habiendo sido elegida para la presidencia en 1998) y su liderazgo había sido desafiado recientemente por el líder del INC de Maharastra, Sharad Pawar, por su nacimiento italiano. Esto llevó a una crisis subyacente dentro del INC que persistió durante las elecciones y fue capitalizada por el BJP, que contrastó a de Gandhi "videsi" (extranjero) con el Vajpayee "swadesi" (de cosecha propia). Otro tema que favoreció al BJP fue la visión generalmente positiva del manejo de Vajpayee de la guerra de Kargil, que había terminado unos meses antes y había afirmado y fortalecido la posición india en Cachemira. Durante los dos últimos años, la India había registrado un fuerte crecimiento económico gracias a la liberalización económica y las reformas financieras, así como a una baja tasa de inflación y una mayor tasa de expansión industrial. El BJP hizo una fuerte campaña apoyada en estos logros, además de cultivar cierta simpatía por la situación que había llevado a la caída del gobierno.
Sin embargo, quizás lo más decisivo en la campaña del BJP fue la sólida alianza que había cultivado y el desempeño relativamente sólido que pudo lograr en asuntos regionales y locales. Las elecciones de 1991, 1996 y 1998 vieron un período de crecimiento constante para el BJP y sus aliados, basado principalmente en expansiones políticas en términos de cultivar alianzas más fuertes y más amplias con otros partidos previamente no afiliados; y la expansión regional que había hecho que la NDA se volviera competitiva e incluso los mayores votantes en áreas previamente dominadas por el Congreso como Orissa, Andhra Pradesh y Assam. Estos últimos factores iban a resultar decisivos en el resultado de las elecciones de 1999.
La votación se llevó a cabo durante cinco días. Las elecciones se llevaron a cabo en 146 escaños en la costa oriental del país el 5 de septiembre, en 123 escaños del centro y sur el 11 de septiembre, en 76 escaños del norte y centro superior el 18 de septiembre, en 74 escaños del noroeste el 25 de septiembre y en el 121 escaños occidentales el 3 de octubre. A pesar de algunos temores de fatiga de los votantes, la participación electoral fue comparable con las elecciones anteriores con un 59,99%. Más de 5 millones de funcionarios electorales llevaron a cabo las elecciones en más de 800.000 colegios electorales, y el recuento de votos comenzó el 6 de octubre.

## Resultados
Los resultados fueron decisivamente a favor del BJP y la NDA, con la NDA formal obteniendo 269 escaños, y otros 29 escaños ocupados por el Partido Telugu Desam, que dio apoyo al gobierno liderado por el BJP pero no formaba parte estrictamente de su Alianza. El partido del Congreso perdió 23 escaños y sus dos aliados regionales clave se desempeñaron peor de lo esperado; sin embargo, recuperó terreno en algunos estados como Uttar Pradesh (donde había sido eliminado en 1998, sin ganar un solo escaño en el estado). La suerte de los partidos de izquierda siguió cayendo, con el Partido Comunista de la India cayendo a sólo cuatro escaños y perdiendo su estatus oficial como "partido nacional".
 Source: Electoral Commission of India, Statistical Report on General Elections, 1999 to the 13th Lok Sabha 